# Strath

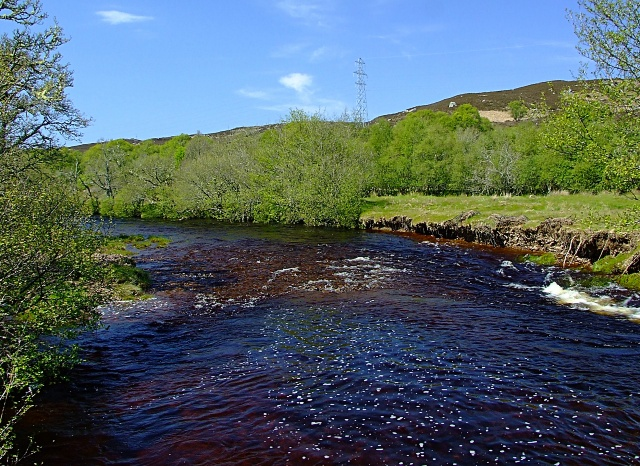
Un strath à côté de la rivière Carnaig, située dans le Sutherland en Écosse

Un strath est en Écosse une large vallée peu creusée par opposition au glen, plus profond, qui a une forme en auge.

## Mot et étymologie
Le terme strath est une anglicisation du mot gaélique srath, lui même dérivé du vieil irlandais srath, signifiant « prairie ». Il est couramment utilisé dans l'Écosse rurale pour décrire une large vallée, même par des non-gaélistes.

## Toponymie
On retrouve strath dans de nombreux noms de lieux en Écosse comme Strathspey et Strathclyde. 
Ce terme a également participé à la toponymie des zones traditionnelles de peuplement écossais, comme la Nouvelle-Zélande (Strath-Taieri), l'Australie (Strathalbyn, Srathfield près de Sydney, Strathewen, Strathpine dans la banlieue de Brisbane) ou encore le Canada (Strathmore dans l'Alberta, Strathcone et Strathroy et Strathburn dans l'Ontario).